# Abraham Inc.
Abraham Inc., Abraham Incorporated – projekt muzyczny założony przez klarnecistę Davida Krakauera, puzonistę Freda Wesleya i rapera Socalleda. Artyści, zwykle wspierani także przez innych instrumentalistów, tworzą muzykę będącą mieszanką muzyki klezmerskiej, funku i hip-hopu.
Zespół dwukrotnie występował w Polsce. 1 lipca 2011 pojawił się na scenie Heineken Open'er Festival w Gdyni, a dzień później na ul. Szerokiej w Krakowie w ramach finałowego koncertu Festiwalu Kultury Żydowskiej.

## Dyskografia
Jak dotąd jedynym wydanym albumem jest Tweet Tweet, który był najlepiej sprzedającym się albumem w kategoriach funk oraz muzyka żydowska na Amazonie, a także osiągnął 7. miejsce w kategorii jazz na liście magazynu Billboard.